# River Wye
Der River Wye (walisisch Afon Gwy) ist ein Fluss in Wales und England.

## Flusslauf
Mit einer Gesamtlänge von 215 km ist er der sechstlängste und damit einer der Hauptflüsse im Vereinigten Königreich. Er entspringt in der Hochebene von Mittel-Wales und fließt nach Südosten zum Bristol Channel. Dort ergießt er sich in den tiefen Mündungstrichter des River Severn.
Der River Wye entspringt am Osthang des Plynlimon, höchster Punkt im Kambrischen Gebirge in Wales. Das eiszeitliche Tal des Oberlaufs ist tief in das walisische Hochmoor eingeschnitten. In den ausgedehnten Moorheideflächen gibt es nur wenige schmale Streifen Ackerland. Bei Rhayader vereinigt sich der River Wye mit dem Elan, dessen Oberlauf gestaut wurde, um als Wasserreservoir für Birmingham zu dienen. Nachdem der River Wye Builth Wells passiert hat, schwenkt er bei Aberllynfi nach Nordosten um die Black Mountains herum und erreicht bei Hay-on-Wye England. In der Nähe von Hereford kommt von Norden der Lugg hinzu, und in Windungen führt der Flusslauf zur Ortschaft Ross-on-Wye. Hinter Ross hat sich der River Wye tiefe Schluchten in den Kalkstein des Dean Plateaus gegraben; dieses Waldgebiet beeindruckt mit malerischen Aussichten, namentlich vom Symonds Yat.
Schließlich passiert der Fluss die Ruinen der Tintern Abbey und tritt bei Chepstow, wo ihn u. a. die Alte Wyebrücke und die Chepstow Railway Bridge quert, in sein durch den Tideeinfluss gekennzeichnetes Mündungsgebiet ein. Die letzten 26 km ab Monmouth bilden die historische Grenze zwischen England und Wales.
Das vom Fluss geformte Tal Wye Valley gilt offiziell als Area of Outstanding Natural Beauty und weist die Spuren von 5000 Jahren menschlicher Besiedlung auf.

## Erwähnungen in literarischen Werken
In Shakespeares Drama Henry V. wird der Fluss in Akt 4, Szene 6 erwähnt: “All the water in Wye cannot wash your Majesty’s Welsh plood out of your pody, I can tell you that.”